# Shakespeare's Kingdom
Shakespeare's Kingdom è una poesia scritta da Alfred Noyes e messa in musica dal compositore inglese Edward Elgar. Era uno dei brani (noto anche come Pageant of Empire) scritto per essere eseguito al Pageant of Empire della British Empire Exhibition il 21 luglio 1924.
La canzone parla del poeta inglese William Shakespeare, descrivendo il suo arrivo a Londra.